# Coupe des clubs champions européens 1977-1978
Navigation
Édition précédente Édition suivante
La Coupe des clubs champions européens 1977-1978 a vu la victoire de Liverpool. La compétition s'est terminée le 10 mai 1978 par la finale au Wembley Stadium à Londres.

## Premier tour
| Équipe 1                 | Résultat | Équipe 2                    | Aller | Retour               |
| ------------------------ | -------- | --------------------------- | ----- | -------------------- |
| FC Bâle                  | 2 - 3    | SSW Innsbruck               | 1 - 3 | 1 - 0                |
| Celtic FC                | 11 - 1   | AS La Jeunesse d'Esch       | 5 - 0 | 6 - 1                |
| Benfica Lisbonne         | 0 - 0    | Torpedo Moscou              | 0 - 0 | 0 - 0 ap (4 - 1 tab) |
| Dynamo Dresde            | 3 - 2    | Halmstads BK                | 2 - 0 | 1 - 2                |
| Dukla Prague             | 1 - 1E   | FC Nantes                   | 1 - 1 | 0 - 0                |
| Floriana FC              | 1 - 5    | Panathinaïkos               | 1 - 1 | 0 - 4                |
| KuPS Kuopio              | 2 - 9    | FC Bruges                   | 0 - 4 | 2 - 5                |
| Levski Sofia             | 5 - 2    | Śląsk Wrocław               | 3 - 0 | 2 - 2                |
| Lillestrøm SK            | 2 - 4    | Ajax Amsterdam              | 2 - 0 | 0 - 4                |
| Omonia Nicosie           | 0 - 5    | Juventus                    | 0 - 3 | 0 - 2                |
| Étoile rouge de Belgrade | 6 - 0    | Sligo Rovers FC             | 3 - 0 | 3 - 0                |
| Trabzonspor              | 1 - 2    | B 1903 Copenhague           | 1 - 0 | 0 - 2                |
| Vasas SC                 | 1 - 4    | Borussia Mönchengladbach    | 0 - 3 | 1 - 1                |
| Valur Reykjavik          | 1 - 2    | Glentoran FC                | 1 - 0 | 0 - 2                |
| Dinamo Bucarest          | 2 - 3    | Atlético de Madrid          | 2 - 1 | 0 - 2                |
| Liverpool FC             | exempté  | en tant que tenant du titre |       |                      |

## Huitièmes de finale
| Équipe 1                 | Résultat | Équipe 2                 | Aller | Retour |
| ------------------------ | -------- | ------------------------ | ----- | ------ |
| Benfica Lisbonne         | 2 - 0    | B 1903 Copenhague        | 1 - 0 | 1 - 0  |
| FC Bruges                | 2 - 1    | Panathinaïkos            | 2 - 0 | 0 - 1  |
| Celtic FC                | 2 - 4    | SSW Innsbruck            | 2 - 1 | 0 - 3  |
| Glentoran FC             | 0 - 6    | Juventus                 | 0 - 1 | 0 - 5  |
| Levski Sofia             | 2 - 4    | Ajax Amsterdam           | 1 - 2 | 1 - 2  |
| Liverpool FC             | 6 - 3    | Dynamo Dresde            | 5 - 1 | 1 - 2  |
| FC Nantes                | 2 - 3    | Atlético de Madrid       | 1 - 1 | 1 - 2  |
| Étoile rouge de Belgrade | 1 - 8    | Borussia Mönchengladbach | 0 - 3 | 1 - 5  |

## Quarts de finale
| Équipe 1         | Résultat | Équipe 2                 | Aller | Retour               |
| ---------------- | -------- | ------------------------ | ----- | -------------------- |
| Benfica Lisbonne | 2 - 6    | Liverpool FC             | 1 - 2 | 1 - 4                |
| Ajax Amsterdam   | 2 - 2    | Juventus                 | 1 - 1 | 1 - 1 ap (0 - 3 tab) |
| FC Bruges        | 4 - 3    | Atlético de Madrid       | 2 - 0 | 2 - 3                |
| SSW Innsbruck    | 3 - 3E   | Borussia Mönchengladbach | 3 - 1 | 0 - 2                |

## Demi-finales
| Équipe 1                 | Résultat | Équipe 2     | Aller | Retour  |
| ------------------------ | -------- | ------------ | ----- | ------- |
| Borussia Mönchengladbach | 2 - 4    | Liverpool FC | 2 - 1 | 0 - 3   |
| Juventus                 | 1 - 2    | FC Bruges    | 1 - 0 | 0 - 2ap |

## Finale
| 10 mai 1978 | Liverpool FC | 1 – 0 | FC Bruges | Stade de Wembley, Londres                       |                                                 |
|             | Dalglish 64e |       |           | Spectateurs : 92 500 Arbitrage : Charles Corver | Spectateurs : 92 500 Arbitrage : Charles Corver |
|             | Rapport      |       |           | Spectateurs : 92 500 Arbitrage : Charles Corver | Spectateurs : 92 500 Arbitrage : Charles Corver |